# Dmitrijewka (rejon sampurski)
Dmitrijewka (ros. Дмитриевка) – wieś (sieło) w Rosji, w obwodzie tambowskim, w rejonie sampurskim. W 2010 liczyła 340 mieszkańców.